# Yuri Nesterov
Yuri Igorevich Nesterov (em russo:  Юрий Игоревич Нестеров; Leningrado, 24 de março de 1967) é um ex-handebolista russo, bicampeão olímpico.
Ele fez seis partidas com 10 gols marcados.